# Paraleptonema ranae
Paraleptonema ranae ist eine Art der Spulwürmer und einziger Vertreter der Gattung Paraleptonema. Sie ist ein Parasit im Darm des asiatischen Frosches Quasipaa spinosa.

## Merkmale
Die Gattung ähnelt Cosmoxynemoides aus der Familie der Pharyngodonidae, hat aber keine Seitenflügel. Die Vulva liegt in der hinteren Körperhälfte. Der muskulöse Körper des Ösophagus ist deutlich erweitert, der Isthmus eng und der Bulbus rundlich. Männchen sind 3,12 mm lang und 0,2 mm dick. Sie haben nur ein Paar Schwanzpapillen vor der Kloake, ein Paar neben der Kloake und fünf Paare dahinter. Die beiden Spicula sind gleich lang. Weibchen sind 3,26 mm lang und 0,176 mm dick. Der Schwanz hat bei beiden Geschlechtern einen dünnen Endfaden.